# ماکاستورنا
ماکاستورنا (به ایتالیایی: Maccastorna) یک کومونه در ایتالیا است که در استان لودی واقع شده‌است.

## خصوصیات
ماکاستورنا ۵٫۷ کیلومترمربع مساحت و ۶۸ نفر جمعیت دارد و ۴۵ متر بالاتر از سطح دریا واقع شده‌است.